# Erich Ebstein
Erich Ebstein (* 11. Juni 1880 in Göttingen; † 16. April 1931 in Leipzig) war ein deutscher Arzt (Internist) und Medizinhistoriker.

## Leben
Ebstein entstammte einer jüdischen Medizinerfamilie. Der Vater war Wilhelm Ebstein, Ordinarius für Innere Medizin an der in Göttingen. Die Mutter Elfriede geborene Nicolaier (1851–1926) war eine Schwester von Arthur Nicolaier, dem Entdecker des Tetanuserregers.
Erich Ebstein bestand die Abiturprüfung am 22. August 1899 in Kassel. An der Georg-August-Universität Göttingen studierte er Vorklinik. Nach dem Physikum am 24. Juli 1901 wechselte er an die Ruprecht-Karls-Universität. In Heidelberg konvertierte er 1903 zum Protestantismus. Promoviert wurde er am 23. Juli 1904. Die Approbation von Baden erhielt er 1904 in Karlsruhe. Als Assistenzarzt lernte er bei Max Verworn in Göttingen, bei Hermann Fischer in Berlin, bei Friedrich von Müller in München und bei Adolf von Strümpell in Leipzig. Er wurde bei von Strümpell Facharzt für innere Krankheiten und Oberarzt (bis 1919). Er blieb an der Klinik bis zu seinem Tod, zuletzt als Leiter der Städtischen Pflegehäuser. Noch keine 51 Jahre alt, starb er durch einen Schlaganfall. In der Frankfurter Zeitung, der Deutschen Medizinischen Wochenschrift und der Leipziger Zeitung  erschienen knappe Meldungen von seinem Tod. Zutreffend sah sein Freund Erich Mühsam voraus, dass nur mit medizinischen, literaturhistorischen oder bibliophilen Notizen, nicht mit einer zusammenfassenden Würdigung zu rechnen war. Sein Nachruf auf Ebstein, für das Berliner Tageblatt gedacht, erschien nie, ist aber überliefert.

„Mit Ebstein starb ein Mensch von ganz geschlossener Einheit des Geistes, und wenn die lange Reihe der von ihm verfaßten und herausgegebenen Werke kurz hintereinander eine Schrift „Über die angeborene und die erworbene Trichterbrust“ und eine über „Lichtenbergs Mädchen“ aufzählt, so bedarf es nur der Erinnerung daran, daß auch Arbeiten über „Chr. Grabbes Krankheit“ und „Schillers Krankheit“ in der Reihe vorkommen, um Übergänge zwischen den entfernten Studiengebieten des genießerischen Gelehrten zu erkennen. Es ist eigentümlich genug, daß der zentrale Punkt, von dem aus Ebsteins Forscher- und Mitteilungseifer sich 
in so verschiedenen Richtungen bewegte, ein geographischer Punkt ist: Göttingen.“

## Familie
Ebstein hatte sich im September 1916 in Darmstadt mit der dort geborenen Lehrerin Carola Sophia Susanna geb. Weber (1891–1973) verlobt. Die Hochzeit folgte im April 1917. Das Ehepaar bekam den Sohn Hans Wilhelm Georg Ebstein. Am 30. Juni 1919 in Leipzig geboren, soll er 1985 noch in der Gegend von Göttingen gelebt haben.

## Werk
Sein Kunstsinn, seine fanatische Bibliophilie und seine philologische Veranlagung weckten sein Interesse an geistigen Persönlichkeiten Göttingens. Er wollte das Werk des Vaters hüten und das Werk der Vaterstadt sammeln und verarbeiten. Zuerst erschien 1902 eine umfassende Studie über Gottfried August Bürger. 1903 folgte die Abhandlung Bürgers Gedichte in der Musik. 1904 vervollständigte ein 2. Band das „Bürger-Bild“. 1905 gab er die Gedichte Bürgers „in älterer Fassung“ heraus. Der andre große Göttinger Dichter, dem sich der junge Ebstein in aller Liebe und Gründlichkeit zuwendete, war Georg Christoph Lichtenberg. Mit einer Wilhelm-Ebstein-Bibliographie ehrte er 1906 den Vater. Nach dessen Tod gab er sie 1912 erweitert heraus. 1913 verfasste er eine Schrift über die Göttinger Mediziner Johann Lukas Schönlein und Johannes Müller. Als Handschriftensammler spezialisierte er sich auf Briefe von Schönlein und Bürger. Da Die Harzreise über Göttingen führt, wurde sie 1920 einer Betrachtung zugrunde gelegt. Und da Hoffmann von Fallersleben in Ebsteins Heimat viele Anregungen erhielt, publizierte er 1927 Vergessene Epigramme. Die Schriftensammlung des Hippokrates (1914), die Anthologien Ärztebriefe aus vier Jahrhunderten (1920) und Ärztememoiren aus vier Jahrhunderten (1923) sowie die Herausgabe der Briefe von Heinrich Hoffmann (1924) zeigen, dass er über Göttingen hinaussah. In knapp 35 Jahren produzierte Ebstein über 500 Publikationen zur Geschichte der Medizin, zur Kultur- und vor allem Literaturgeschichte, darunter Beiträge in Virchows Archiv und zahllose Miszellen.

## Veröffentlichungen (Auswahl)
- Aus Lichtenbergs Correspondenz. Stuttgart 1905.
- Lichtenbergs Mädchen. München 1907.
- J. Lucas Schönleins Verdienste um die diagnostische Technik. In: Zeitschrift für klinische Medizin Berlin. Band 71, 1910, S. 471–477.
- G. A. Bürger, Liebeslieder. Leipzig 1913.
- Eine unbekannte Schrift von J. L. Schönlein gegen den Fürsten Alexander von Hohenlohe. In: Zeitschrift für physikalische und diätetische Therapie. Band 18, 1914, S. 587 ff.
- Zur Entwicklung der klinischen Harndiagnostik in chemischer und mikroskopischer Hinsicht. Leipzig 1915.
- als Hrsg.: Richard Bright: Die Erkrankungen der Nieren (1827 und 1836). In deutscher Übersetzung herausgegeben und eingeleitet. Leipzig 1916; Neudruck ebenda 1968 (= Klassiker der Medizin. Band 25).
- Aus Schönleins psychiatrischer Lehrtätigkeit in Würzburg. In: Zeitschrift für die gesamte Neurologie und Psychiatrie. Band 38, 1918, S. 322–328.
- Briefe an Philippine Gatterer. Leipzig 1921.
- Ärzte-Memoiren aus vier Jahrhunderten. Springer, Berlin 1923.
- Münchhausens Wunderbare Reisen zu Wasser und Lande [...]. Erstmaliger wortgetreuer Abdruck der ersten Übersetzung Bürgers von 1786. Weimar 1925.

## Nachlass
Der handschriftliche Nachlass gelangte zum Teil als Depositum in das Goethe- und Schiller-Archiv in Weimar (vor allem mit den literaturgeschichtlichen Sammlungen und Studien insbesondere zu Gottfried August Bürger). Ein anderer Teil findet sich in der Staatsbibliothek zu Berlin (vor allem Familienpapiere, medizinhistorische und medizinische Arbeiten und Entwürfe sowie etwas Korrespondenz).